# Lol Creme
Laurence Neil Creme, noto come Lol Creme (Prestwich, 19 settembre 1947), è un cantante, musicista e regista di videoclip britannico.

## Biografia
Nato a Prestwich, si è formato a Manchester, dove ha incontrato Kevin Godley. Negli anni 1970 diventa membro del gruppo musicale 10cc, che lascia nel 1976 per comporre con Godley a nome Godley & Creme; nei primi anni dello stesso decennio è stato inoltre componente degli Hotlegs.
Nel 1998 entra a far parte degli Art of Noise con Anne Dudley e Trevor Horn. Nel 2006 con Horn e altri musicisti dà vita al progetto Producers.
Da regista di videoclip, attività portata avanti con Kevin Godley, ha collaborato con Erasure, Bryan Adams, U2, Garland Jeffreys, Sting, Dave Stewart, Blur, Phil Collins, Gavin Friday, Boyzone, Black Crowes, Ronan Keating, Gabrielle, Lisa Stansfield, Katie Melua e altri artisti.